# MÁV 293
A MÁV 293 sorozat egy szertartályosgőzmozdony-sorozat volt a Diósgyőri Vasgyár iparvágányán. A mozdonyokat a Vöhler Mozdonygyár építette 1870-ben (2 db) és 1882-ben. A Diósgyőri Vasgyárban először 1-3 pályaszámokat kaptak, majd 1948-tól 211-001-003 lett a pályaszámuk. 1953-tól MÁV pályaszámokkal 293.001-003 közlekedtek selejtezésükig.
A 293.003 pályaszámú mozdonyt 1965-ben, a 293.002-t 1967-ben, a 293.001-et pedig 1968-ban selejtezték.